# Prerow
Das Ostseebad Prerow [ˈpreːroː] (Anhörenⓘ) ist eine Gemeinde des Amtes Darß/Fischland mit Sitz in Born a. Darß im Landkreis Vorpommern-Rügen in Mecklenburg-Vorpommern. Sie befindet sich zum größeren Teil auf dem Darß, ein kleinerer Teil liegt auf der Halbinsel Zingst, beides Teile der Halbinsel Fischland-Darß-Zingst.
Prerow ist ein Seebad an der Ostsee zwischen den Städten Rostock und Stralsund. Das Ostseebad Prerow wird umgeben vom Nationalpark Vorpommersche Boddenlandschaft.

## Geologie
Die Gemeinde Prerow liegt in einer geologisch sehr jungen Landschaft, deren Entstehungsprozess mit dem Ende der Weichseleiszeit vor zirka 12.000 Jahren begann. Diese hinterließ hier eine Jungmoränenlandschaft. Durch das abtauende Inlandeis hob sich das darunter liegende Land, und die Senken wurden mit Wasser gefüllt; der Vorgänger der späteren Ostsee, der Ancylussee, entstand. So blieben nur noch die herausragenden Höhenrücken als Inseln bestehen. Die Großformen der Küsten im südlichen Bereich der Ostsee formten sich durch die Littorina-Transgression vor etwa 7000 bis 2500 Jahren.
Vor etwa 5000 Jahren erreichte der Meeresspiegel sein heutiges Niveau, die Kerne des heutigen Darß und Zingst wurden zu Inseln. Vor 4500 Jahren wurde der Salzwasserzustrom aus der Nordsee stark eingeschränkt. Die Ostsee süßt seitdem langsam aus. Durch die Küstenerosion (Landabtragung, Verdriftung und Ablagerung) erlangten die damaligen Inseln im Laufe der Zeit ihre heutige Gestalt. Vor etwa 1500 Jahren kam es durch die immer länger werdenden Nehrungen zur Abschnürung der dahinter liegenden Buchten, sodass die Darß-Zingster Boddenkette entstand. Am Ende des 14. Jahrhunderts wurde der Darß zur Halbinsel, als südlich und nördlich des Fischlands bis dahin bestehende Meeresarme geschlossen wurden. Im Jahr 1874 wurde der Prerower Strom zwischen dem Darß und dem Zingst künstlich geschlossen. Der Prozess der Landbildung geht auch heute weiter. Prerow liegt zwischen den Anlandungsgebieten Darßer Ort und Bock. Dadurch findet in West-Ost-Richtung ein Sedimenttransport statt und der Strand vor Prerow verliert jährlich an Land. Der Verlust wurde aber meist durch Sturmhochwasser verursacht, sodass dieser Prozess heute durch Küstenschutzmaßnahmen stark abgeschwächt ist.

## Geschichte

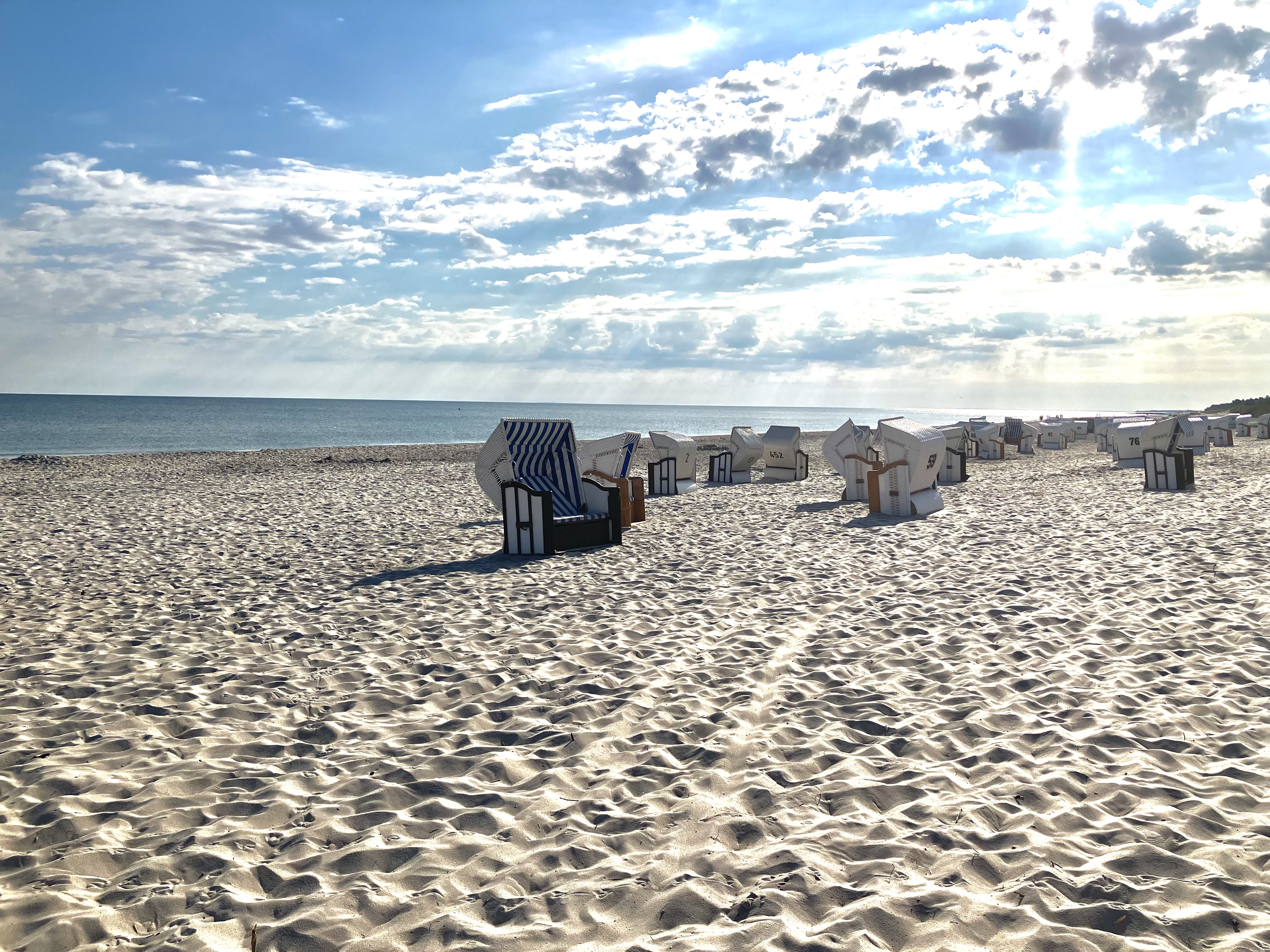
Nordstrand an der Seebrücke Prerow, 2024

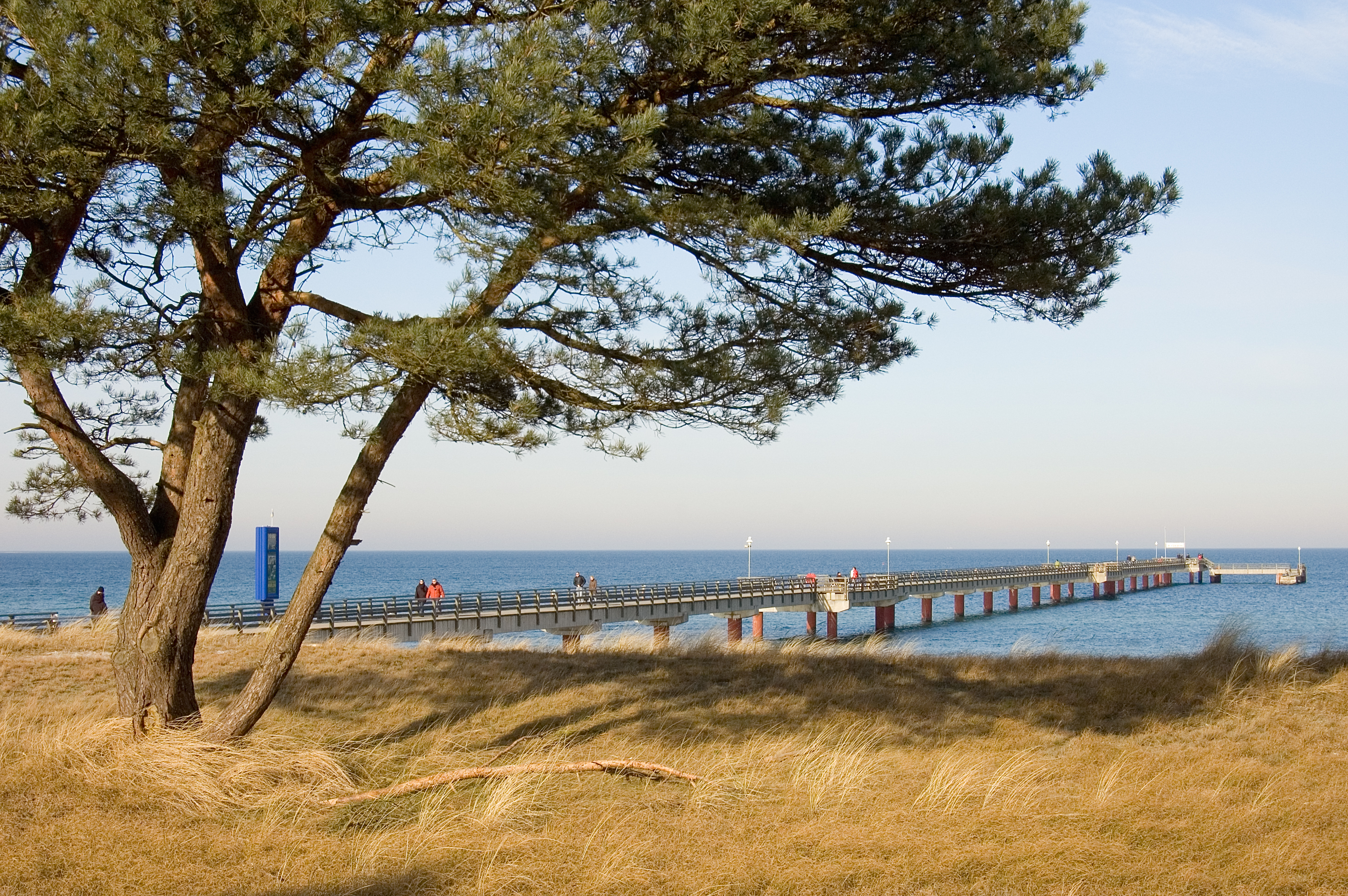
Alte Seebrücke Prerow

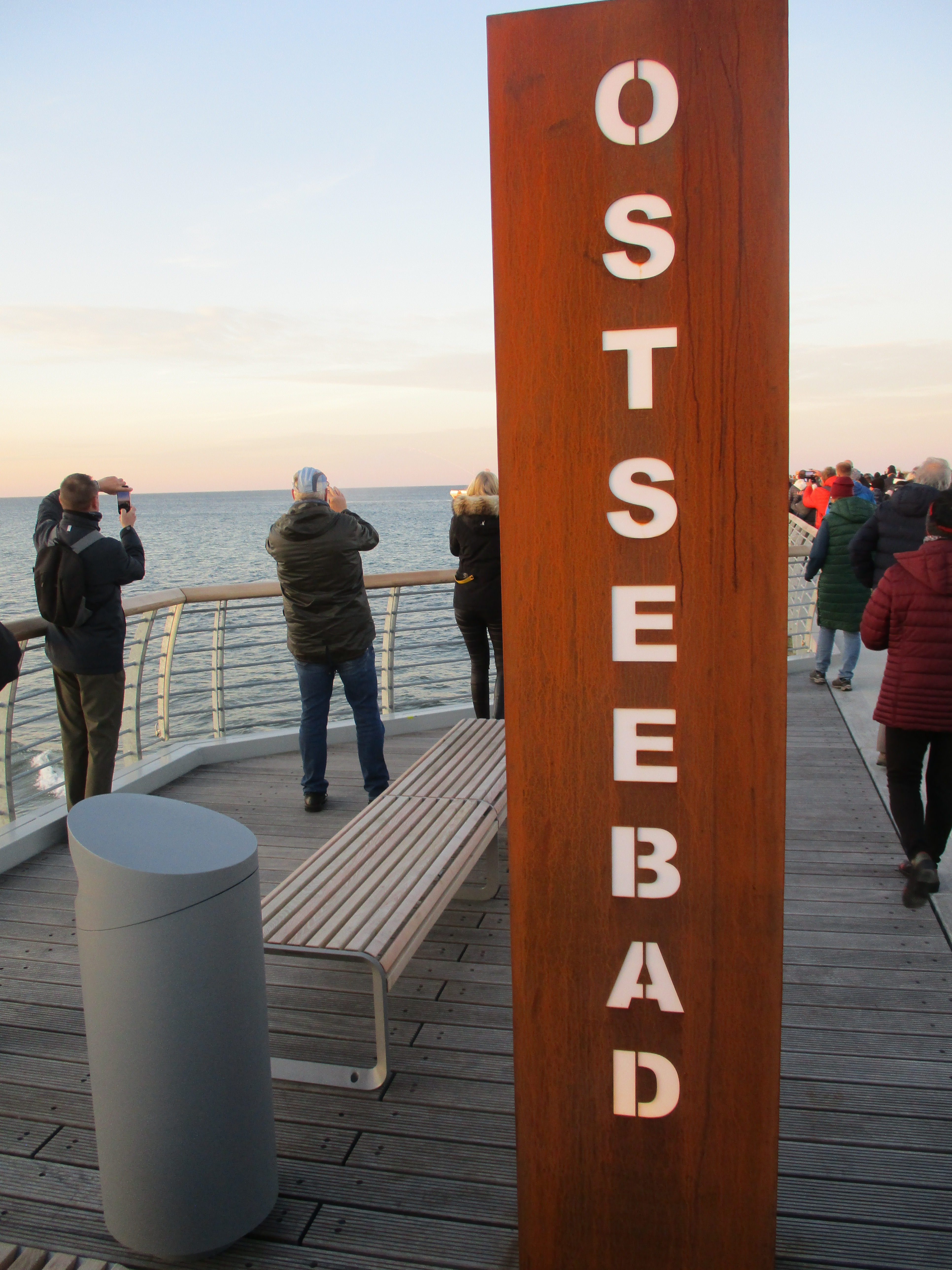
Ostseebad Prerow, 2024

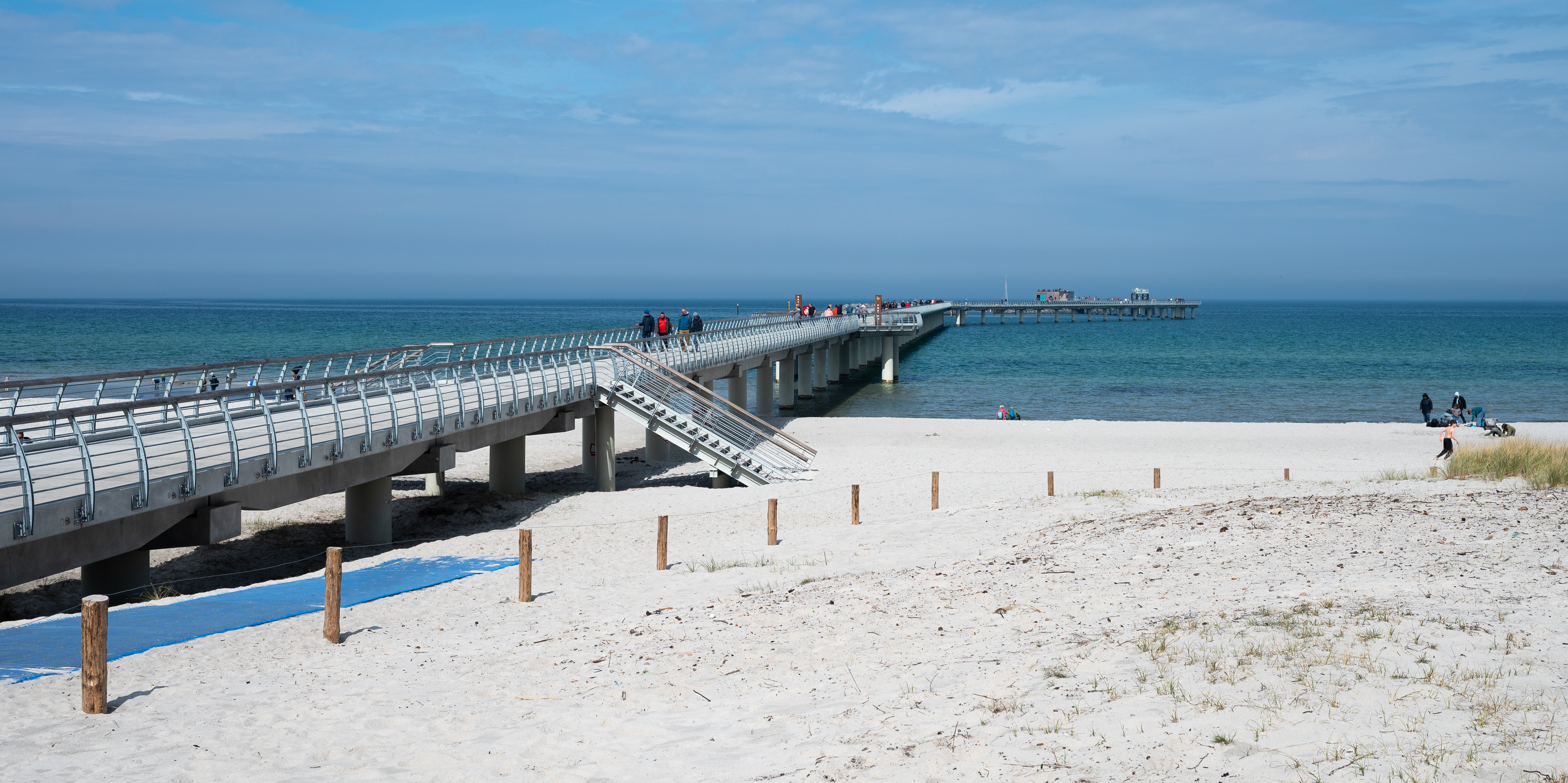
Neue Seebrücke Prerow 2025

Der Name Prerow bedeutet so viel wie „Graben“ oder „Durchbruch“, ist vom slawischen Wort prerova abgeleitet und galt zunächst dem Prerow-Strom, der bereits im 14. Jahrhundert eine wichtige Rolle als Wasserstraße zwischen Barth und der Ostsee spielte.
Das Fischer- und Seefahrerdorf Prerow wurde erstmals im 12. Jahrhundert erwähnt. Östlich von Prerow, auf der jetzigen Halbinsel Zingst, befinden sich am Prerower Strom die Überreste einer mittelalterlichen Burg, genannt die „Hertesburg“. Die Hertesburg wurde in der Regierungszeit des rügischen Fürsten Wizlaws III. zum ersten Mal schriftlich erwähnt und war im Verlauf des 14. Jahrhunderts mehrfach Schauplatz kriegerischer Auseinandersetzungen zwischen mecklenburgischen, pommerschen und rügischen Truppen. Als Teil Pommerns war Prerow vom Dreißigjährigen Krieg bis zum Wiener Kongress schwedisch und kam am 23. Oktober 1815 als „Neuvorpommern“ zur preußischen Provinz Pommern. In den Jahren 1715 bis 1720 gehörte Prerow bis Ende des Großen Nordischen Krieges zum Königreich Dänemark.
Seit dem 17. Jahrhundert betrieben die Prerower Seefahrt. Im Ort entstanden auch drei Segelschiff-Werften. Gebaut wurden Schoner, Jachten, Briggs, Barken und andere Schiffstypen. Im Jahre 1872 setzte das schwere Ostseesturmhochwasser ganz Prerow weit unter Wasser. In der Folge beschloss man, den Prerower Strom, der östlich von Prerow die Ostsee mit dem Bodstedter Bodden verband, zu schließen.
Mit dem Niedergang der Segelschifffahrt Ende des 19. Jahrhunderts wurde Prerow ein bedeutender Bade- und Kurort. Die Abgeschiedenheit des Ortes sowie der weite, flache Strand aus weißem, steinfreiem Sand leisteten einen wichtigen Beitrag dazu.
Im 19. und 20. Jahrhundert siedelten sich Künstler von regionaler, dann auch überregionaler Bedeutung an: Marianne von Werefkin und Alexej Jawlensky, die der Neuen Künstlervereinigung München angehörten, wohnten im Sommer 1911 in der „Villa Seestern“ in der Waldstraße. Nur wenig entfernt hielt sich zur gleichen Zeit der Brücke-Maler Erich Heckel mit der Tänzerin Sidi Riha im „Landhaus Dorneneck“ in der Grünen Straße auf. Diese drei expressionistischen Maler machten Prerow einem internationalen Kunstpublikum bekannt.
Der Pädagoge Fritz Klatt gründete von 1921 an in mehreren Schritten das Volksschulheim Prerow. Dort rief er zum Jahreswechsel 1924/25 seinen Kreis zusammen, um eine Denkschrift zur Lehrerbildung zu verfassen, da er zum Beraterkreis des preußischen Kultusministers Carl Heinrich Becker gehörte. 1931 wurde schließlich die „Prerower Formel“ zur freien Erwachsenenbildung verabschiedet. 1934 musste er das Volksschulheim in „Freizeit- und Erholungsheim“ umbenennen, das unter Verzicht auf politische Themen bis 1939 bestehen bleiben durfte.
Nach 1949 galt das Ostseebad Prerow als Mallorca der DDR. Die Strände waren in sechs Reihen auf mehreren Kilometern Länge gefüllt. Im Sommer bevölkerten 20-mal so viele Urlauber wie Einwohner den Ort. Allein der Zeltplatz, das heutige Regenbogen Camp Prerow, beherbergte zeitweise über 10.000 Gäste. Für seine zahlreichen Diskotheken wie das traditionsreiche Dünenhaus, Helgoland und Seestern war Prerow in der ganzen DDR bekannt.
Zu DDR-Zeiten unterhielt der VEB Walzwerk Hettstedt für die Kinder seiner Betriebsangehörigen ein Zeltlager als Ferienunterkunft. Außerdem gab es im Ort ein Lager der Gesellschaft für Sport und Technik (GST). Auch die Volkswerft Stralsund betrieb in Prerow das Pionierferienlager „Kim Il Sung“.
Prerow war ursprünglich eine Streusiedlung. Ausgangspunkt der Besiedlung war der am Hafen gelegene „Drümpel“. Die sich im Westen anschließenden Ortsteile sind jüngeren Datums und folgten zunächst den höchsten Dünenrücken der weiter westlich im Darßwald noch deutlich sichtbaren Neulandbildung. Typisch für den Ort, wie auch für die Dörfer Wieck und Born, ist der bis heute erhalten gebliebene alte Baumbestand aus Eichen, Buchen, Eschen, Bergahorn und anderen, der den Siedlungen einen parkartigen Charakter verleiht. Als der Fremdenverkehr an Bedeutung zunahm, wurden Schritt für Schritt Baulücken mit touristischer Infrastruktur bebaut. Die Gemeinde Prerow hofft, durch Tiefbohrungen zum Thermalbad zu werden.
Am 28. Februar 2014 stürzte der von der DRF Luftrettung betriebene Offshore-Rettungshubschrauber Air ambulance 02 bei einer Windenübung mit dem DGzRS-Seenotrettungskreuzer Theo Fischer vor der Gemeinde in die Ostsee. Drei Besatzungsmitglieder kamen dabei ums Leben, nur der Copilot überlebte leicht verletzt.
Deutschlandweite Beachtung erfuhr die Gemeinde im Sommer 2020 durch eine Rede des Abiturienten Fiete Korn. Korn übte Kritik am Schulleiter der örtlichen Schule (Freie Schule Prerow / „Darsser Schulzentrum“), Gerald Schaarschmidt, dem er die Aufforderung zur Bespitzelung der eigenen Schülerschaft vorwarf. Die gegen Korn daraufhin erstattete Anzeige wegen übler Nachrede wurde durch die Staatsanwaltschaft Stralsund eingestellt.
2022 übernahm die Stiftung für Umwelt und Naturschutz Mecklenburg-Vorpommern das Gelände des Campingplatzes.

## Bevölkerung
| Jahr | Einwohner |
| ---- | --------- |
| 1990 | 1864      |
| 1995 | 1820      |
| 2000 | 1805      |
| 2005 | 1648      |
| 2010 | 1615      |
| 2015 | 1498      |

| Jahr | Einwohner |
| ---- | --------- |
| 2020 | 1486      |
| 2021 | 1490      |
| 2022 | 1492      |
| 2023 | 1460      |

Stand: 31. Dezember des jeweiligen Jahres

## Politik

### Gemeindevertretung
Die Gemeindevertretung von Prerow besteht aus 10 Mitgliedern. Die Kommunalwahl am 9. Juni 2024 führte zu folgendem Ergebnis:
| Wählergruppe                          | Stimmenanteil 2019 | Sitze 2019 |  | Stimmenanteil 2024 | Sitze 2024 |
| ------------------------------------- | ------------------ | ---------- |  | ------------------ | ---------- |
| Mo!n Prerow                           | –                  | –          |  | 79,7 %             | 8          |
| Einzelbewerber Jörn-Henning Padderatz | –                  | –          |  | 20,3 %             | 1          |
| Prerows Zukunft                       | .                  | 7          |  | –                  | –          |
| Gewerbeverein Darß                    | .                  | 3          |  | –                  | –          |
| Insgesamt                             | 100 %              | 10         |  | 100 %              | 9          |

Bei der Wahl 2024 entfielen auf den Einzelbewerber Padderatz zwei Sitze. Daher bleibt in der Gemeindevertretung ein Sitz unbesetzt.

### Bürgermeister
- 2014–2024: René Roloff (Prerows Zukunft)
- seit 2024: Christian Seidlitz (Einzelbewerber)

Bei der Bürgermeisterwahl am 26. Mai 2019 wurde Roloff ohne Gegenkandidat mit 82,1 % der gültigen Stimmen in seinem Amt bestätigt.
Bei der Bürgermeisterwahl am 9. Juni 2024 wurde Seidlitz mit 51,1 % der gültigen Stimmen zu seinem Nachfolger gewählt. Seine Amtszeit beträgt fünf Jahre.

### Wappen, Flagge, Dienstsiegel
Die Gemeinde verfügt über kein amtlich genehmigtes Hoheitszeichen, weder Wappen noch Flagge. Als Dienstsiegel wird das kleine Landessiegel mit dem Wappenbild des Landesteils Vorpommern geführt. Es zeigt einen aufgerichteten Greifen mit aufgeworfenem Schweif und der Umschrift „GEMEINDE OSTSEEBAD PREROW“.

## Tourismus

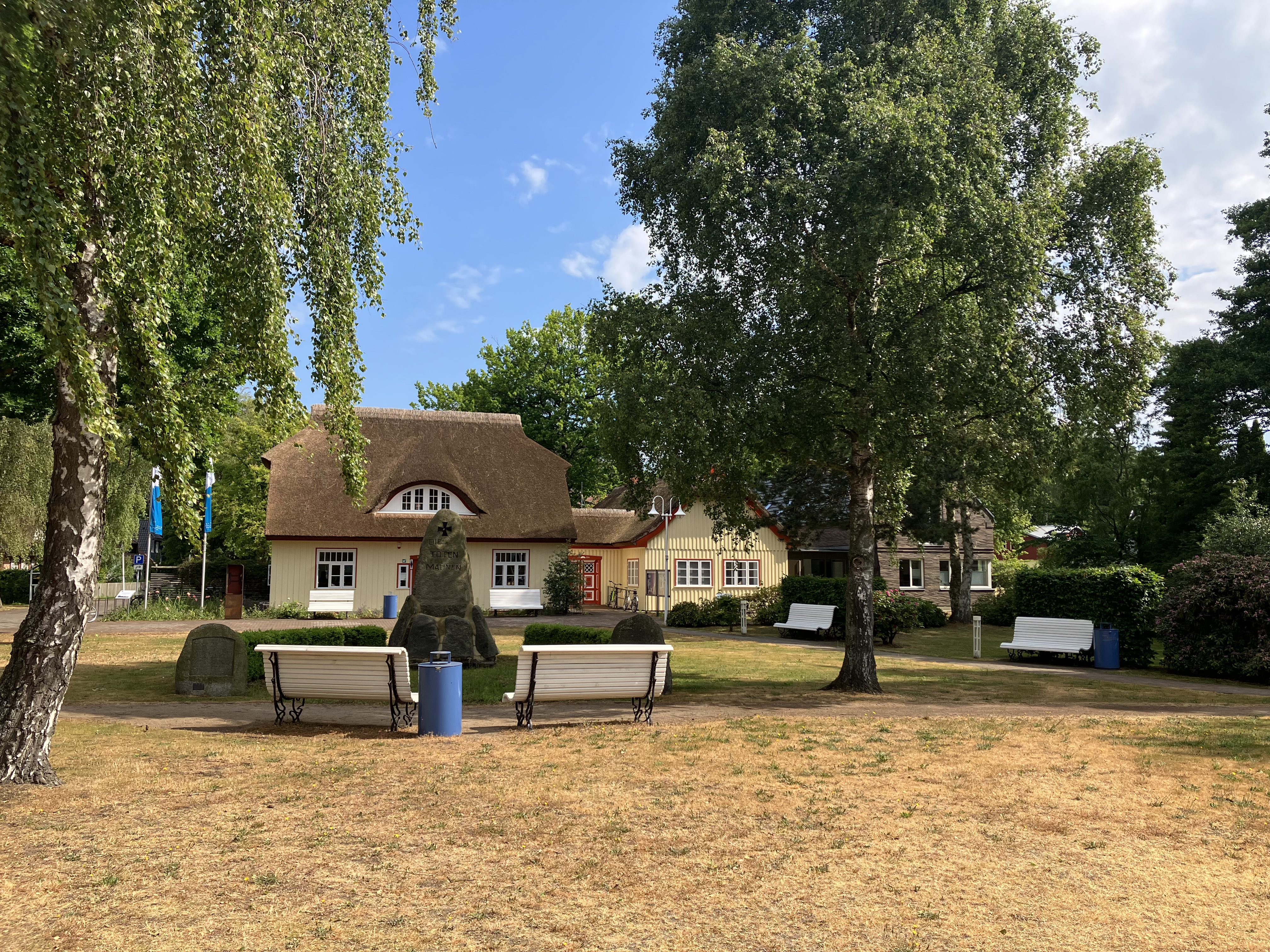
Tourist-Information am Gemeindeplatz

In Prerow spielt der Tourismus auch heute eine große Rolle. Direkt am Ort liegt ein fünf Kilometer langer und bis zu 80 Meter breiter feinsandiger Strand mit nur allmählich abfallendem Ufer. Hier befindet sich einer der größten FKK-Strände Deutschlands. Westlich von Prerow liegt der urwüchsige Darßwald mit dem Weststrand, der weniger von Badegästen aufgesucht wird. Prerow hat einen Sportboothafen am Prerower Strom mit Zugang zum Saaler Bodden. Von diesem hochseegeschützten Hafen am östlichen Ortsrand fahren regelmäßig Ausflugsboote zu Boddenrundfahrten hinaus. Auch die Rastplätze der Kraniche zwischen Zingst und der Insel Bock werden während der Saison angefahren.

## Sehenswürdigkeiten

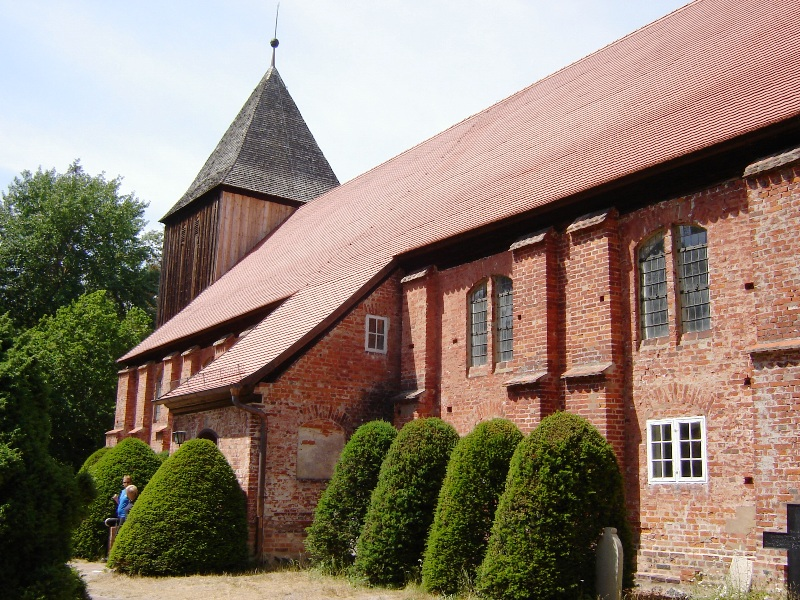
Seemannskirche Prerow

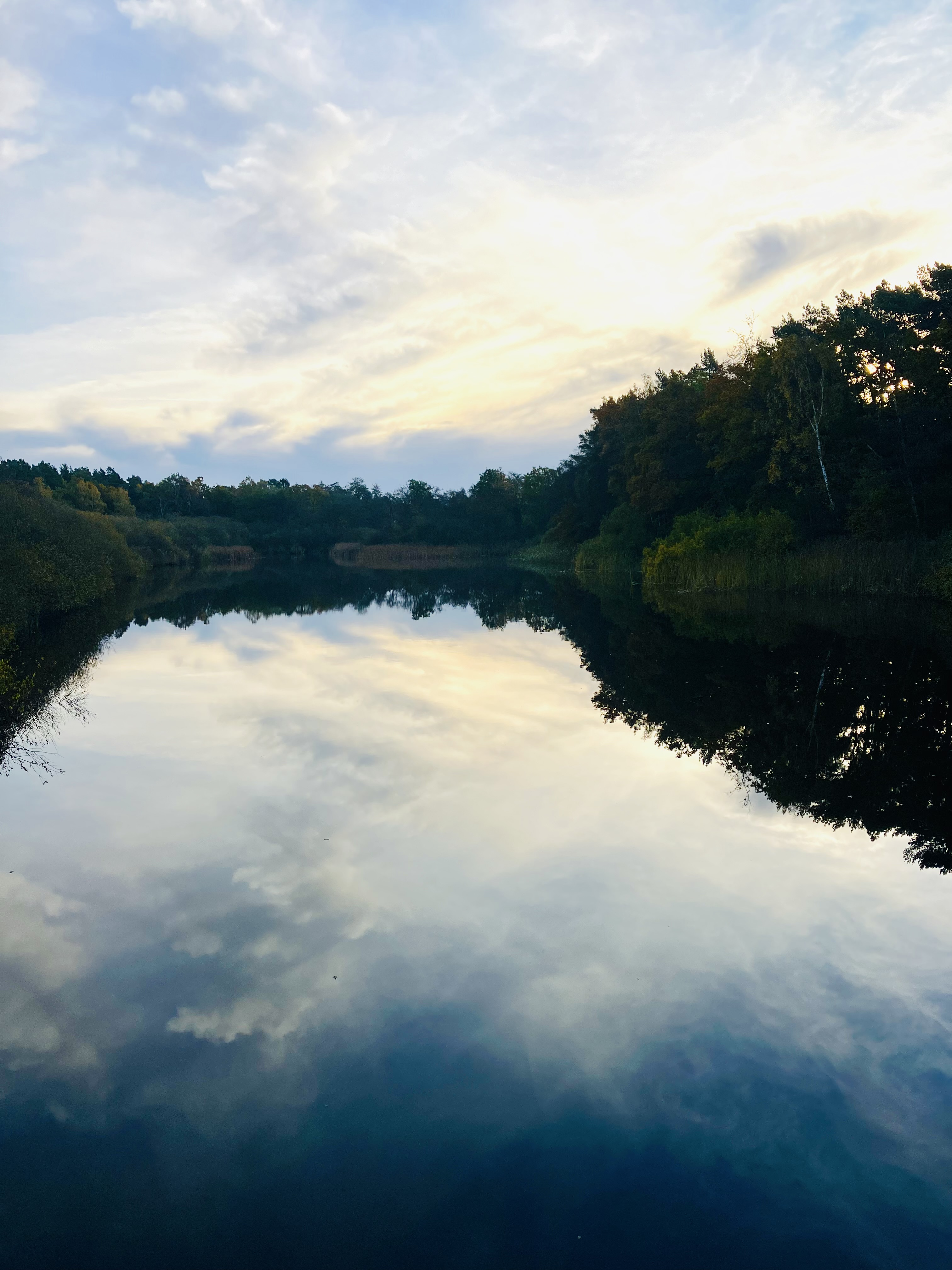
Prerow Strom

→ Siehe auch Liste der Baudenkmale in Prerow
- Die 1728 erbaute Seemannskirche Prerow besitzt ein Kirchenschiff aus Backstein und einen Holzturm. Hier findet der Besucher zahlreiche Modellschiffe (Votivschiffe), welche den Prerowern zumeist von geretteten Schiffsmannschaften gestiftet wurden.
- Auf dem zugehörigen Friedhof finden sich noch alte Kapitänsgräber aus der Zeit um 1800. Eine Flutmarke an der Friedhofsmauer und ein Hinweisschild am Eingang erinnern an das furchtbare Ostseesturmhochwasser 1872, bei dem der ganze Ort überflutet wurde.[16]
- Der Ort ist – wie auch die Darß-Dörfer Born und Wieck – geprägt durch viele alte, meist rohrgedeckte Kapitänshäuser. Diese zieren oft geschnitzte und bunt bemalte Darßer Haustüren mit symmetrischen, meist floralen Motiven.
- Im Darß-Museum[17] werden Geologie, Flora und Fauna der Halbinsel sowie die Geschichte der Segelschifffahrt und der Fischerei dargestellt. Im Museumsgarten sind alte Fischerboote ausgestellt. Bootsbauer weisen dort Feriengäste auch in alte Handwerkstechniken ein.
- Westlich Prerows befindet sich der Darßer Ort mit dem alten Leuchtturm und der Naturausstellung Natureum.
- Im Eschenhaus von 1779 in der Grünen Straße Nummer 8 lebte der Maler Theodor Schultze-Jasmer
- Eine 394 Meter lange und 3,5 Meter breite Seebrücke wurde 1993 gebaut und bestand fast 30 Jahre. Seit 2022 entstand für den Nothafen ein Inselhafen mit der neuen 720 m langen Seebrücke Prerow, deren Einweihung und Eröffnung am 16. Oktober 2024 erfolgte.[18][19]
- Turmhügel Prerow – Flurname: „Hertesburg“ (Alter Burgwall), Frühdeutsch mit doppeltem Graben, 3,3 km östlich – am Prerow-Strom
- Vogels Warte: auffälliges Haus mit Turm in der Heinestraße 2, das der Berliner Gerichtsadministrator Vogel 1910 als Sommerresidenz und Pension errichten ließ und nach seinem Familiennamen benannte.

## Wirtschaft und Infrastruktur

### Wirtschaft
Der dominierende Wirtschaftsfaktor in Prerow ist der Tourismus. Durch den Bau zahlreicher Ferienhäuser und einiger Hotels stieg die Zahl der Übernachtungen seit der Wende stetig an. Zwei Zeltplätze befinden sich auf der Halbinsel.
Im Jahr 1998 wurde auf dem Gelände des früheren Internationalen Pionierlagers „Kim Il Sung“ die „Barmer Ostseeklinik“ der Barmer Ersatzkasse eröffnet. Die Fachklinik für Erkrankungen der Atemwege, der Haut, des Bewegungsapparates, Allergien und Schlafstörungen ist für Prerow ein nicht unwesentlicher Wirtschaftsfaktor.
Ehemals sehr wichtige Wirtschaftszweige, wie die Land- und Fischereiwirtschaft, spielen nur noch eine unbedeutende Rolle. Auch durch die Auflösung des Kinderferienlagers „Kim Il Sung“ gingen Arbeitsplätze verloren.

### Verkehr

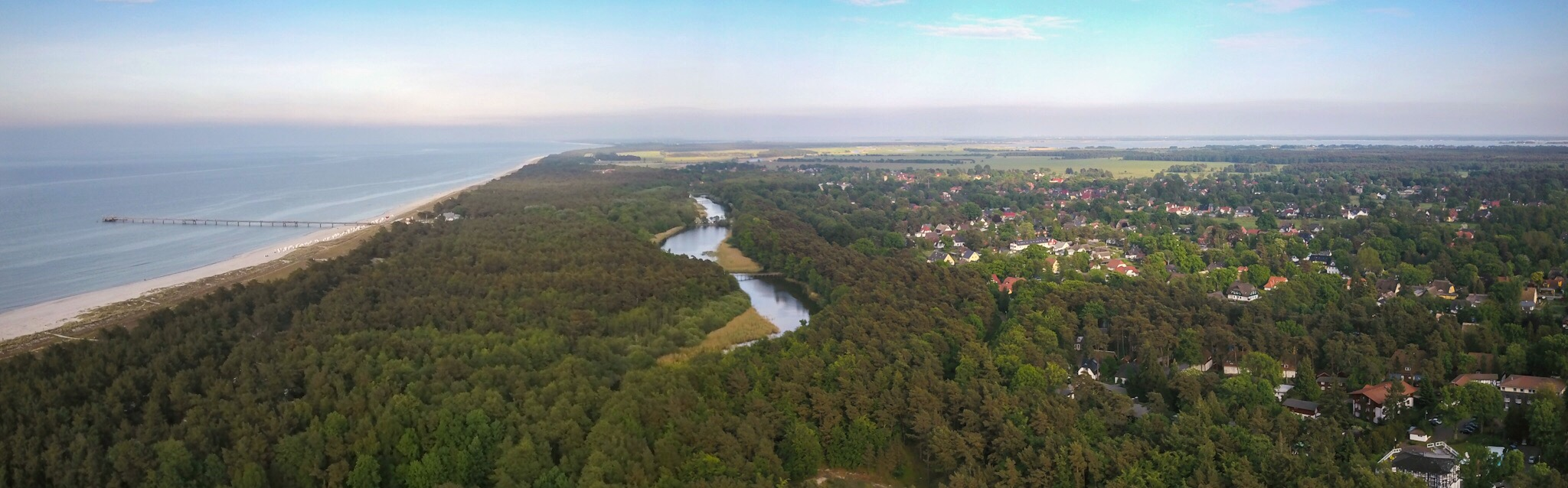
Prerow Luftbild von Westen 2017

Auf dem Straßenweg ist Prerow über die Landesstraße 21 zu erreichen. Diese verläuft von Ribnitz-Damgarten über Prerow entlang der Halbinselkette Fischland-Darß-Zingst bis nach Barth. Die Stadt Ribnitz-Damgarten ist 38 Kilometer und die Stadt Barth 14 Kilometer von Prerow entfernt.
Durch Prerow führt der Ostseeküsten-Radweg. Der Deich entlang der Ostsee bzw. in dessen Rücklage ist als Fuß- und Radweg ausgewiesen. Radwege führen zum Darßer Ort mit dem alten Leuchtturm und der zugehörigen Naturausstellung „Natureum“.
Prerow ist über die Regionalbuslinie 210 (Ribnitz-Damgarten – Born a. Darß – Barth – Stralsund) der Verkehrsgesellschaft Vorpommern-Rügen erreichbar. In den Sommermonaten verkehren auch Fernbusse aus verschiedenen Großstädten Deutschlands nach Prerow. Von 1911 bis 1947 war Prerow über die Darßbahn an das Eisenbahnnetz angeschlossen. Das Bahnhofsgebäude existiert noch, aber die Gleise wurden als Reparationsleistungen nach dem Zweiten Weltkrieg zurückgebaut. Im Jahr 1954 verkehrte in Prerow zwischen dem Bernsteigweg und dem Dünenhaus eine Pioniereisenbahn. Die nächstliegende Zugverbindung wird durch die RB 25, die von Barth im Zwei-Stunden-Takt bis zum Bahnhof Velgast verkehrt, hergestellt. Dort besteht Anschluss an Fernverkehrs-Züge der Linien ICE 26 bzw. IC 30.
Von dem am Prerower Strom liegenden kleinen Hafen werden Schifffahrtslinien nach Vitte (Hiddensee), Ahrenshoop, Barth und Stralsund betrieben.
Ein neuer Hafen an der Ostseeseite mit Marina für 400 Liegeplätze an der Prerower Hohen Düne wurde am 16. September 2010 von der Gemeindevertretung abgelehnt. Er sollte als Alternative zu dem unter ständiger Versandung leidenden Nothafen Darßer Ort im Nationalpark dienen.
Als Ersatz für den Nothafen Darßer Ort soll die Seebrücke in Prerow auf 530 Meter Länge verlängert werden, an ihrem Nordende soll ein mit Steinwällen geschützter „Inselhafen“ mit dem Liegeplatz für den Seenotrettungskreuzer, sowie bis zu 13 Liegeplätzen für Sportboote entstehen. Als Kosten wurden zunächst zwölf Millionen Euro genannt. Eine im April 2015 durchgeführte Einwohnerversammlung stimmte dem Bauvorhaben mit 52,5 % zu. Im Januar 2018 wurden dann Kosten von 20–28 Millionen Euro genannt, auch weil die Anzahl der Sportboot-Liegeplätze auf bis zu 30 erhöht werden soll.
Bis Ende 2023 sollen neben dem Inselhafen mit Steganlagen und Hafengebäude auch die ca. 720 m lange Seebrücke, die dann Längste im Ostseeraum, sowie ein Fahrgastschiffanleger entstehen. Der neue landeseigene Inselhafen wird somit zukünftig den Nothafen Darßer Ort ersetzen.
In der Nähe von Barth befindet sich der Flughafen Barth.

### Rettungsstation der DGzRS
Da an der gefährlichen Landspitze am Darßer Ort immer wieder Schiffe strandeten, hatte die staatliche Regierung von Preußen schon sehr früh im 19. Jahrhundert eine Rettungsstation in Prerow eingerichtet. Nach dem Zweiten Weltkrieg wurde in der DDR parallel der Seenotrettungsdienst der DDR aufgebaut. Erst mit der deutschen Wiedervereinigung im Jahr 1990 wurde diese durch die Deutsche Gesellschaft zur Rettung Schiffbrüchiger übernommen. Seit 1991 hat die Gesellschaft den alten Rettungsschuppen wieder in Betrieb genommen. Für die Seenotrettung im Bodden steht den freiwilligen Seenotrettern ein Seenotrettungsboot im Hafen von Wieck a. Darß zur Verfügung.

## Bildung
In Prerow existiert eine Integrierte Gesamtschule mit gymnasialer Oberstufe und Grundschulteil in freier Trägerschaft. Sie umfasst eine Kindertagesstätte, Grundschule, Gesamtschule und ein Gymnasium.

## Sprache
In Prerow wird Westpommersch – heute auch Vorpommersch genannt – gesprochen, ein Dialekt der ostniederdeutschen Sprache. Das Westpommersche weist einige westslawische Einflüsse auf. Typisch ist eine harte, knappe Aussprache. Beispiele finden sich in der deutschsprachigen Literatur insbesondere in den beiden Märchen der Brüder Grimm „Von dem Fischer un syner Fru“ und „Von dem Machandelboom“ sowie in dem später vertonten Gedicht „Mine Heimat“ (Wo die Ostseewellen trecken an den Strand …), in dem die Barther Dichterin Martha Müller-Grählert ihre vorpommersche Heimat beschreibt.

## Persönlichkeiten
- Joachim Gottfried Danckwardt (1759–1825), Pastor der Kirchgemeinde von 1815 bis 1825, Theologe und Hauslahrer
- Johann Segebarth (1833–1919), Gemeindevorsteher und plattdeutscher Heimatdichter, wohnte ab 1861 in Prerow
- Marianne von Werefkin (1860–1938), verbrachte den Sommer 1911 zusammen mit Alexej Jawlensky in Prerow
- Erich Heckel (1883–1970), malte im Sommer 1911 in Prerow
- Theodor Schultze-Jasmer (1888–1975), Maler und Fotograf, lebte ab 1921 in Prerow
- Albert Schaefer-Ast (1890–1951), Zeichner, lebte bis 1945 in Prerow
- Edith Klatt (1895–1971), Ärztin und Schriftstellerin, gründete 1921 in Prerow ein Kindererholungsheim
- Otto Schommartz (1909–1964), Sohn des Apothekers, Kapitän und Kap Hoornier
- Jo Schulz (1920–2007), Schriftsteller, Lyriker und Kabarettist, lebte viele Jahre in Prerow

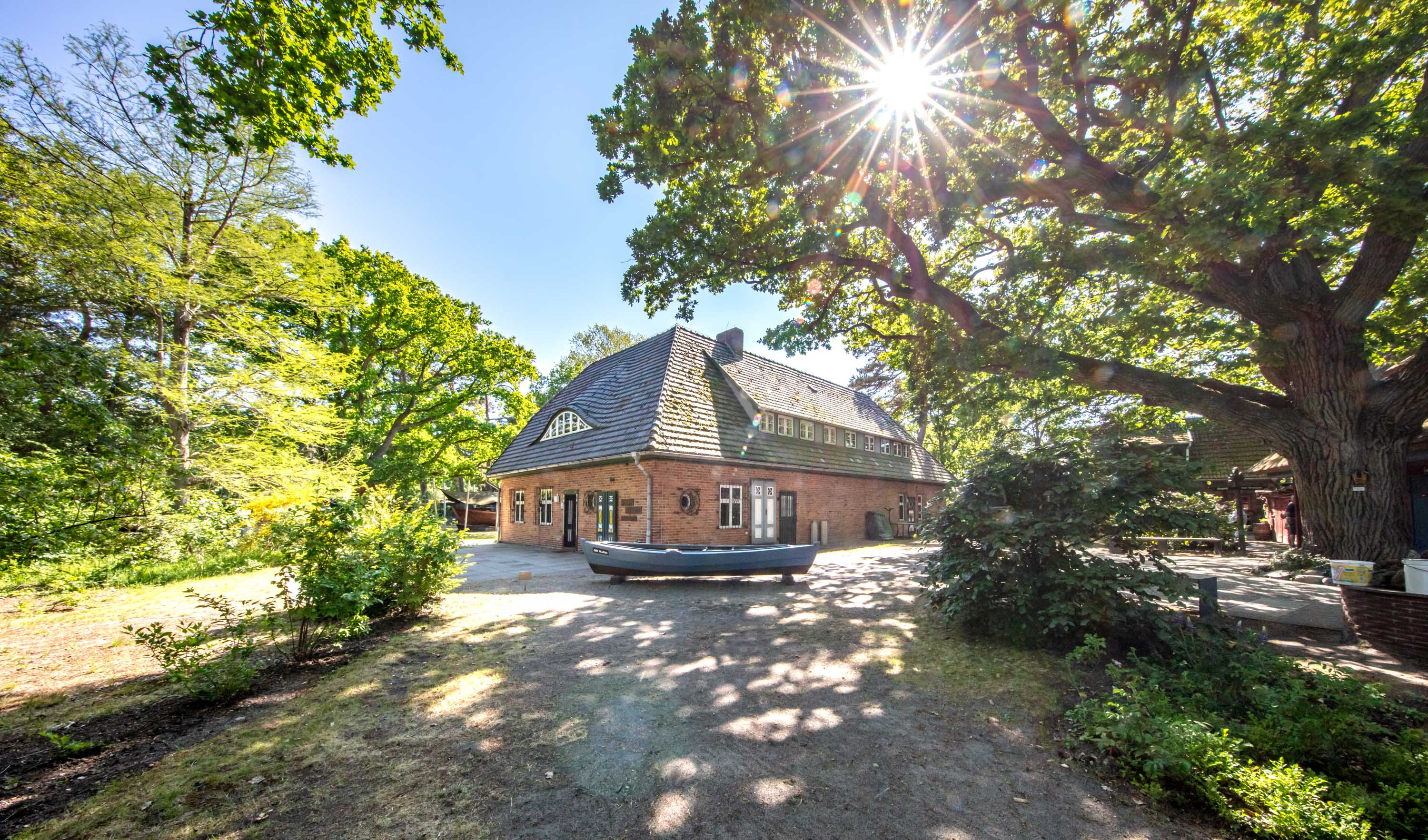
Darß-Museum Prerow

- Darß-Museum PrerowGerhard Vontra (1920–2010), Maler und Grafiker, lebte und malte in den Sommermonaten in Prerow
- Volker Noth (* 1941), Grafiker, verbrachte die Kindheit in Prerow
- Jürgen Bohmbach (* 1944), Historiker, wurde in Prerow geboren
- Detlev Mohr (* 1954), Wasserretter und Vizepräsident der DLRG, gründete die Ortsgruppe der DLRG
- Dietmar Bartsch (* 1958), Politiker (Die Linke), lebt in Prerow
- Sebastian Hämer (* 1979), Sänger, wuchs in Prerow auf